# 탐
탐(貪, 산스크리트어: rāga, 팔리어: rāga, 영어: lust, attachment) 또는 집착(執著) 즉 무언가에 들러붙어서 떠나지 못함은 다음의 분류, 그룹 또는 체계의 한 요소이다.
- 여러 악욕(惡欲)들 가운데 하나이다.[1] 탐(貪: 들러붙어서 떠나지 못함)과 욕(欲: 욕구, 희망, 원함)은 서로 관련은 있지만 불교 교학에서 기본적으로 서로 별개의 법이다. 즉 이 두 법은 그 본질적 성질에서 차이가 뚜렷하다. 예를 들어, 부파불교와 대승불교 모두의 교학에서, 욕은 선 · 악 · 무기의 3성에 통하는 반면 탐은 악과 '무기의 일부인 유부무기'에만 통한다.[2] 따라서, 욕에는 선욕(善欲: 선한 욕구)도 있고, 악욕(惡欲: 악한 욕구)도 있고, 무기욕(無記欲: 선하지도 악하지도 않은 욕구)도 있다. 이에 비해, 탐의 경우 선한 탐욕 또는 선한 집착 즉 선탐(善貪)은 존재하지 않는다.
- 고타마 붓다가 설한 3독(三毒) 즉 불선근(不善根) 가운데 하나이다.[3][4][5][6][7]
- 고타마 붓다가 설한 5개(五蓋) 가운데 탐욕개(貪欲蓋)에 해당한다.[8][9][10][11][12][13]
- 부파불교의 설일체유부의 교학에서 6가지 근본번뇌(根本煩惱) 즉 6수면(六隨眠) 가운데 탐수면(貪隨眠)에 해당한다.[14] 또한, 7수면(七隨眠) · 10수면(十隨眠) · 98수면(九十八隨眠)에 속한다.
- 대승불교의 유식유가행파와 법상종의 교학에서 6가지 근본번뇌(根本煩惱) 가운데 하나이다.[14]
- 초기불교 · 부파불교 · 대승불교의 9결(九結) 가운데 애결(愛結)에 해당한다.[15]
- 부파불교와 대승불교의 10악(十惡) 가운데 탐욕(貪欲)에 해당한다.[10][16][17]
- 고타마 붓다가 설한 4성제(四聖諦)의 교의에서 집제(集諦)에 속한다.
- 고타마 붓다가 설한 12연기(十二緣起)의 교의에서 제8지분인 애(愛)에 해당하고, 제2지분인 행(行), 제4지분인 명색(名色), 제9지분인 취(取)에 속한다.[18]
- 고타마 붓다가 설한 5온(五蘊)의 법체계에서 행온(行蘊)에 속한다.
- 고타마 붓다가 설한 12처(十二處)의 법체계에서 법처(法處)에 속한다.
- 고타마 붓다가 설한 18계(十八界)의 법체계에서 법계(法界)에 속한다.
- 부파불교의 설일체유부의 5위 75법의 법체계에서 심소법(心所法: 46가지) 중 부정지법(不定地法: 8가지) 가운데 하나이다.[19][20][21]
- 대승불교의 유식유가행파와 법상종의 5위 100법의 법체계에서 심소법(心所法: 51가지) 중 번뇌심소(煩惱心所: 6가지) 가운데 하나이다.[22][23][24][25]
- 욕계의 탐인 욕탐(欲貪) 또는 욕탐수면(欲貪隨眠)과 색계와 무색계의 탐인 유탐(有貪) 또는 유탐수면(有貪隨眠)으로 나뉜다.[26][27]

탐(貪)은 갈애(渴愛, 산스크리트어: trsnā: 무명을 바탕하여 구하고 원하는 것) · 망집(妄執: 무명을 바탕으로 하는 집착) · 미착(味著: 맛들여 집착함) · 욕(欲: 탐욕의 줄임말로서의 욕) · 애(愛: 갈애 또는 애착의 줄임말로서의 애) · 애욕(愛欲) · 애착(愛著, 愛着) · 애탐(愛貪) · 염애(染愛: 오염된 좋아함) · 염착(染著) · 집착(執著, 執着) · 탐독(貪毒: 독으로서의 탐) · 탐애(貪愛) · 탐욕(貪欲) · 탐욕개(貪欲蓋) · 탐착(貪著, 貪着) · 탐착(耽著: 그릇된 몰입과 들러붙음; 耽은 깊이 빠져서 열중하여 즐기는 것, 著은 들러붙어서 떠나지 못하는 것)이라고도 한다. 말하자면, 탐(貪)은 대상에 들러붙어서[著, 着, attachment, 들러붙음] 떠나지 못하는 상태라고 할 수 있다. 특히, 불교에서는 욕계를 비롯한 3계의 온갖 법(法)에 들러붙어 있어서 그것을 멀리 떠나[遠離] 열반의 세계로 들어가지 못하는 상태를 말한다.
《잡아함경》 제2권 제58경 〈음근경(陰根經)〉에서 고타마 붓다는 수염(修厭: 싫어하는 마음을 닦는 것)을 닦으면 탐욕[欲]을 떠날 수 있고, 탐욕[欲]을 떠날 수 있으면 해탈하게 된다고 말하고 있다. 
多聞聖弟子如是觀者便修厭。厭已離欲。離欲已解脫。解脫知見。我生已盡。梵行已立。所作已作。自知不受後有。
"이렇게 보는 많이 아는 거룩한 제자들[多聞聖弟子]은 곧 그것[5취온, 일체의 유루 유위법]을 싫어하는 마음을 닦고[修厭], 싫어하는 마음[厭]을 닦은 뒤에는 탐욕[欲]을 떠나며, 탐욕[欲]을 떠난 뒤에는 해탈(解脫)하고, 해탈한 뒤에는 해탈지견(解脫知見)이 생겨
'나의 [윤회의] 생은 이미 다하였고[我生已盡],
범행(梵行: 청정과 적정)은 이미 섰으며[梵行已立],
해야할 일은 이미 [모두] 마쳤으므로[所作已作, 즉 배워야 할 것을 다 배웠으므로, 즉 무학위(無學位)에 도달하였으므로],
다음의 유(有: 윤회, 윤회의 삶)를 받지 않는다[不受後有, 즉 나에게는 윤회가 더 이상 필요치 않다]'라고
스스로 안다[自知]."
— 《잡아함경》 제2권 제58경 〈음근경(陰根經)〉. 한문본 & 한글본

《대승오온론》과 《성유식론》 등에 따르면, 마음(6식 또는 8식, 즉 심왕, 즉 심법)은 무탐(無貪)의 마음작용과 상응함으로써 탐(貪)의 마음작용을 대치(對治)할 수 있는데, 염(厭: 싫어함)의 마음작용은 무탐(無貪)을 본질로 한 상태에서 혜(慧: 지혜)를 가졌을 때 생겨나는 선한 마음작용으로 무탐(無貪)의 특수한 경우이며 특히 대상에 대한 염착(染著)을 제거하는 작용을 하는 선한 마음작용이다. 수염(修厭)의 '염(厭)'은 이러한 선한 마음작용으로서의 '싫어함'으로, 치(癡, 무지, 무명)와 상응하여 생겨나는 불선의 마음작용인, 염세(厭世: 세상이 귀찮음, 인생이 싫어짐)의 '염(厭: 싫증)'과는 전혀 다른 것이다. 불교에서 염세로 인한 자살 등의 근본에 치(癡, 무지, 무명)가 있다고 하는 이유는 마음(6식 또는 8식, 즉 심왕, 즉 심법)이 사물에 대해 고요해질 수 있음으로써만 해결이 날 수 있는 것을 물리적 행동에 의해 해결이 날 수 있을 것이라고 잘못 생각하는 것이기 때문이다.
이러한 수염(修厭)의 실천 또는 탐(貪)의 대치와 관련된 내용으로, 《성유식론》에서는, 탐(貪) 등의 불선근(不善根)을 끊기 위해서는 공통 대치법(對治法)과 개별 대치법을 둘 다 사용해야 한다고 말하고 있다. 그리고, 공통 대치법이란 오직 선혜(善慧), 즉 선(善)의 상태의 혜(慧, 지혜)로써 탐(貪) · 진(瞋) · 치(癡) 모두를 대치(對治)하는 것이며, 개별 대치법이란 탐(貪)에 대해서는 무탐(無貪)으로써, 진(瞋)에 대해서는 무진(無瞋)으로써, 치(癡)에 대해서는 무치(無癡)로써 대치(對治)하는 것이라고 말하고 있다.  즉, 탐(貪)을 끊기 위해서는 선혜(善慧)와 무탐(無貪)의 2가지 마음작용으로 대치(對治)해야 한다고 말하고 있다.

## 5취온과 탐
5온은 유루와 무루에 모두 통하는데, 유루에 통한 5온을 5취온(五取蘊) 또는 5수음(五受陰)이라 한다. 무루에 통한 5온을 5무루온(五無漏蘊)이라고 한다. 5무루온, 즉 무루에 통한 5온은 유위 무루이며 이것은 곧 4성제 중의 도제(道諦), 즉 '열반(깨달음)에 이르는 길'이다.
《잡아함경》 제2권 제58경 〈음근경(陰根經)〉의 고타마 붓다의 가르침에 따르면, 5온으로 하여금 5취온이 되게 하는 근본 요인은 욕탐(欲貪)이다. 고타마 붓다는 "5온에 욕탐(欲貪)이 있으면 5온이 곧 5취온이 된다"고 말하고 있다.
世尊。此五受陰。以何為根。以何集。以何生。以何觸。　佛告比丘。此五受陰。欲為根。欲集．欲生．欲觸。

...

世尊。陰即受。為五陰異受耶。　佛告比丘。非五陰即受。亦非五陰異受。能於彼有欲貪者。是五受陰。

세존이시여, 이 5수음(五受陰)은 무엇이 그것의 근본[根]입니까? [즉,] 무엇이 5수음을 모으[集]고, 무엇이 [모아진] 5수음을 생겨나[生]게 하고, 무엇이 [마음으로 하여금 생겨난] 5수음과 접촉[觸]하게 하는 것입니까?' 고타마 붓다는 그 비구에게 말하였다. '이 5수음(五受陰)은 욕탐[欲, 欲貪]이 그것의 근본[根]이다. [즉,] 욕탐[欲, 欲貪]이 5수음을 모으[集]고, 욕탐[欲, 欲貪]이 [모아진] 5수음을 생겨나[生]게 하고, 욕탐[欲, 欲貪]이 [마음으로 하여금, 생겨난] 5수음과 접촉[觸]하게 한다.

...

세존이시여, 음(陰, 蘊)이 곧 수(受, 取)입니까? 5음(五陰)과 수(受, 取)는 다릅니까?' 고타마 붓다는 그 비구에게 말하였다. '5음(五陰)이 곧 수(受, 取)인 것은 아니다. 그러나, 또한, 5음(五陰)이 수(受, 取)와 다른 것도 아니다. 다만 5음(五陰)에 욕탐(欲貪)이 있으면 5음(五陰)은 곧 5수음(五受陰)이다.
— 《잡아함경》, 제2권 제58경 〈음근경(陰根經)〉. 한문본 & 한글본

고타마 붓다의 이 진술에서의 욕탐(欲貪)이 탐(貪)의 마음작용과 관련된 것이라는 것은 명백하지만, 구체적으로 무엇을 의미하는지에 대해서는 부파불교의 설일체유부와 대승불교의 유식유가행파 간에 서로 견해 차이가 있다. (자세한 내용은 '욕탐 문서'를 참조하십시오.)

## 집착: 탐의 본질적 성질
집착(執著, 執着)은 어떤 사물(事物) 혹은 사리(事理)에 늘 마음(6식 또는 8식, 즉 심왕, 즉 심법)이 쏠려 잊지 못하고 매달리는 것을 말한다. 달리 말하면, 허망한 분별심[分別之心] 즉 무명(無明)으로 인해 마음이 어떤 사물 혹은 사리를 고집(固執: 단단히 붙잡고 있음)하고 있어서 사(捨: 버림, 4무량심의 하나인 捨無量心)의 상태로 가지 못하는 것을 말한다. 계착(計著) · 계착(繫著) · 미집(迷執) · 집(執) 또는 착(著)이라고도 한다.
부파불교와 대승불교의 여러 논서들에 따르면, 탐의 본질적 성질은 집착이다.
예를 들어, 《구사론》에서는 탐의 본질적 성질을 사물 또는 존재에 대해 깊이 미착(味著: 맛들여 집착함)하는 것이라고 말하고 있다.  《대승아비달마집론》에서는 애착[愛]을, 《대승오온론》에서는 염애(染愛: 오염된 좋아함)와 탐착(耽著: 그릇된 들러붙음)을 탐의 본질적 성질로 들고 있다.

## 악욕으로서의 탐
탐(貪)은 악욕(惡欲)들 중의 하나로 정의된다.
욕(欲: 원함, 욕구, 희망, 하고자 함)에는 선(善)과 상응한 욕(欲)인 선욕(善欲)과 악(惡)과 상응한 욕(欲)인 악욕(惡欲)이 있다.
선욕(善欲)은 정진(精進, 勤)의 마음작용이 일어나게 하는 역할을 한다. 반면, 악욕(惡欲)은 정진(精進, 勤)의 마음작용이 일어나지 않게 하는 역할을 한다.
악욕(惡欲)들 중에서 타인의 재물(財物: 돈이나 그 밖의 값나가는 모든 물건), 즉 돈 등의 재화나 공적, 명예 또는 지식을 빼앗거나 가로채거나 도용함으로써 자기 것으로 할려는 욕구[欲: 원함, 희망, 하고자 함], 즉 불변의 원인과 결과의 법칙에 스스로를 상응시키는 바른 노력(정정진) 없이 쉽게 얻으려는 욕구[欲: 원함, 희망, 하고자 함]가 곧, 불선근이자 근본번뇌 중의 하나인, 탐(貪)의 마음작용이다.

## 미착으로서의 탐
부파불교의 설일체유부의 교학을 비판적으로 집대성한 세친의 《구사론》에 따르면, 탐(貪)은 욕계의 탐인 욕탐(欲貪)과 색계와 무색계의 탐인 유탐(有貪)으로 나뉜다.
욕탐(欲貪)은 욕계 중의 유정이 외적 대상[境]에 대해서 깊이 미착(味著: 맛들여 집착함)하는 것을 말한다. 이에 비해, 색계와 무색계 중의 유정은 외적 대상[境]에 대해서는 미착하지 않는다. 하지만, 등지(等至, 선정, 정려)나 소의지(所依止), 즉 그들의 '존재 자체[自體]', 즉 유(有)에 대해서는 깊이 미착함이 있는데 이와 같이 유(有)에 대해 깊이 미착하는 것을 유탐(有貪)이라고 한다.
즉, 탐(貪)이란 마음(6식 또는 8식, 즉 심왕, 즉 심법)으로 하여금 외적 대상[境] 또는 자신의 존재 자체[有, 自體]에 대해 깊이 미착(味著: 맛들여 집착함)하게 하는 마음작용을 말한다.

## 애착·염착으로서의 탐
대승불교의 유식유가행파의 주요 논사인 무착은 《대승아비달마집론》에서 탐(貪)에 대해 다음과 같이 정의하고 있다.
何等為貪。謂三界愛為體。生眾苦為業。

탐(貪)이란 무엇인가?

[마음(8식, 즉 심왕, 즉 심법)으로 하여금]
3계(三界)를 애착[愛]하게 하는 것을 본질적 성질[體]로 하고,
[마음이 3계를 애착한 결과로서의] 온갖 괴로움[眾苦]이 생겨나게 하는 것을 본질적 작용[業]으로 하는 마음작용을 말한다.
— 《대승아비달마집론》, 제1권. 한문본

《대승아비달마집론》의 주석서에 해당하는 안혜의 《대승아비달마잡집론》에서는 위의 무착의 진술을 다음과 같이 해설하고 있다.
貪者三界愛為體。生眾苦為業。

生眾苦者謂由愛力五取蘊生故。

탐(貪)이란
3계(三界)를 애착[愛]하게 하는 것을 본질적 성질[體]로 하고,
온갖 괴로움[眾苦]이 생겨나게 하는 것을 본질적 작용[業]으로 하는 마음작용을 말한다.

온갖 괴로움[眾苦]이 생겨나게 하는 것이란 애착의 힘[愛力]으로 인해 5취온(五取蘊)이 생겨나는 것을 말한다.
— 《대승아비달마잡집론》, 제1권. 한문본

세친은 《대승오온론》에서 탐(貪)의 본질에 대해 위의 진술들과 유사한 내용을 말하고 있다.
云何為貪。謂於五取蘊染愛耽著為性。

탐(貪)이란 무엇인가?

5취온(五取蘊)을 염애(染愛: 오염된 좋아함)하게 하고 5취온(五取蘊)에 탐착(耽著: 그릇된 들러붙음)하게 하는 것을 본질적 성질[性]로 하는 마음작용을 말한다.
— 《대승오온론》. 한문본

대승불교의 유식유가행파와 법상종의 주요 논서인 《성유식론》에 따르면, 탐(貪)은 마음(8식, 즉 심왕, 즉 심법)으로 하여금 유(有: 윤회하는 삶)와 유구(有具: 유의 원인, 즉 윤회하는 삶을 가져오는 원인)에 대해 염착[染著: 오염된 집착, 즉 탐착]하게 하는 것을 본질적 성질[性]로 하는 마음작용이다.
그리고 무탐(無貪)의 마음작용을 장애하여  유정의 삶에서 괴로움[苦]을 일으키는 것을 본질적 작용[業]으로 하는 마음작용이다.
즉, 탐(貪)은 마음(8식, 즉 심왕, 즉 심법)으로 하여금 애착[愛, 愛著, 染愛: 오염된 좋아함]의 힘을 일으키고 증대하게 함으로써 취온(取蘊), 즉 번뇌에 물든 색온(물질, 육체) · 수온(지각) · 상온(표상) · 행온(의지, 욕구) · 식온(마음, 지식, 앎, 인식)이 생겨나게 하는 마음작용으로, 취온(取蘊)의 상태는 곧 괴로움의 상태, 즉 생사윤회가 계속되는 상태이다.
이와 관련된 내용으로, 세친은 《구사론》에서, 윤회의 근본원인은 무명(無明)이지만, 무명을 일으켜 생사를 윤회하게 하는 실제적인 가장 큰 원인은 전도(顚倒)된 수온(受蘊)과 상온(想蘊), 즉 수취온(受取蘊)과 상취온(想取蘊)이며, 이러한 이유 때문에 고타마 붓다는 본래 행온에 속한 수온과 상온을 따로떼서 5온의 2요소로 세운 것이라고 말하고 있다.

## 같이 보기
- 근본무명
- 불선근
- 4근본번뇌 중 아애(我愛)

- 3도: 견도 · 수도 · 무학도
  - 견도: 16심 · 고법지인
  - 무학도: 34심
  - 성문 수행계위: 4향4과 - 10결(= 5하분결 + 5상분결)
  - 보살 수행계위: 52위
- 현관: 4제현관 · 6현관
- 유루와 무루
- 번뇌의 해석
- 번뇌의 다른 이름
  - 개 · 결 · 계 · 구 · 구애 · 궤 · 근 · 뇌 · 누 · 박 · 상해 · 소 · 소유 · 소해 · 수면 · 수번뇌 · 악행 · 액 · 열 · 유쟁 · 쟁 · 전 · 전 · 조림 · 주올 · 취 · 치연 · 폭류 · 화
- 번뇌의 작용
- 번뇌의 분류
  - 3루
  - 4액
  - 4취
  - 4폭류
  - 5부: 견고소단 · 견집소단 · 견멸소단 · 견도소단 · 수도소단 = 견소단 + 수소단
  - 5주지번뇌
  - 견혹 + 수혹 = 견소단 + 수소단 = 미리혹 + 미사혹 = 분별기 + 구생기
  - 근본번뇌 + 수번뇌
  - 번뇌장 + 소지장
- 번뇌 = 근본번뇌 + 수번뇌
  - 근본번뇌 = 수면
    - 3근본번뇌: 탐 · 진 · 치
    - 6수면: 탐 · 진 · 만 · 무명 · 견 · 의
    - 7수면: 욕탐 · 진 · 유탐 · 만 · 무명 · 견 · 의
    - 10수면: 탐 · 진 · 만 · 무명 · 유신견 · 변집견 · 사견 · 견취 · 계금취 · 의
    - 12수면: 욕탐 · 진 · 색탐 · 무색탐 · 만 · 무명 · 유신견 · 변집견 · 사견 · 견취 · 계금취 · 의
    - 98근본번뇌(설일체유부)
      - 견혹 = 견소단 = 미리혹 = 분별기: 설일체유부의 88근본번뇌
      - 수혹 = 수소단 = 미사혹 = 구생기: 설일체유부의 10근본번뇌

    - 128근본번뇌(유식유가행파)
      - 견혹 = 견소단 = 미리혹 = 분별기: 유식유가행파의 112근본번뇌
      - 수혹 = 수소단 = 미사혹 = 구생기: 유식유가행파의 16근본번뇌

  - 수번뇌 = 전
    - 8전 · 10전 · 6번뇌구
    - 19수번뇌(설일체유부)
      - 소번뇌지법의 10가지 모두: 분 · 부 · 간 · 질 · 뇌 · 해 · 한 · 첨 · 광 · 교
      - 대불선지법의 2가지 모두: 무참 · 무괴
      - 대번뇌지법의 6가지 가운데 5가지: 방일 · 해태 · 불신 · 혼침 · 도거
      - 부정지법의 8가지 가운데 2가지: 수면 · 악작

    - 20수번뇌(유식유가행파)
      - 소수번뇌심소의 10가지 모두: 분 · 한 · 부 · 뇌 · 질 · 간 · 광 · 첨 · 해 · 교
      - 중수번뇌심소의 2가지 모두: 무참 · 무괴
      - 대수번뇌심소의 8가지 모두: 도거 · 혼침 · 불신 · 해태 · 방일 · 실념 · 산란 · 부정지
- 번뇌 = 잡염 = 유부무기 + 불선
  - 유부무기
    - 욕계의 번뇌의 일부 · 색계의 번뇌 · 무색계의 번뇌
    - 4근본번뇌(말나식의 4번뇌: 아치 · 아견 · 아만 · 아애)

  - 불선 · 악
    - 욕계의 번뇌의 대다수
    - 불선근
    - 5악 · 10악
- 번뇌 = 108번뇌 = 98수면 + 10전
- 번뇌 = 개: 5개
- 번뇌 = 결: 2결 · 3결 · 4결 · 5결 · 9결 · 10결(= 5하분결 + 5상분결) · 98결 · 108결
- 번뇌 = 구애: 3구애 · 5구애
- 번뇌 = 뇌: 3뇌
- 번뇌 = 누: 3루
- 번뇌 = 박: 3박 · 4박
- 번뇌 = 사: 7사 · 10사 · 98사 · 128사
- 번뇌 = 악행: 3악행
- 번뇌 = 취: 2취 · 4취

## 참고 문헌
- 곽철환 (2003). 《시공 불교사전》. 시공사 / 네이버 지식백과. |title=에 외부 링크가 있음 (도움말)
- 구나발타라(求那跋陀羅) 한역 (K.650, T.99). 《잡아함경(雜阿含經)》. 한글대장경 검색시스템 - 전자불전연구소 / 동국역경원. K.650(18-707), T.99(2-1). |title=에 외부 링크가 있음 (도움말)
- 권오민 (2003). 《아비달마불교》. 민족사.
- 세친 지음, 현장 한역, 권오민 번역 (K.955, T.1558). 《아비달마구사론》. 한글대장경 검색시스템 - 전자불전연구소 / 동국역경원. K.955(27-453), T.1558(29-1). |title=에 외부 링크가 있음 (도움말)
- 세친 지음, 현장 한역, 송성수 번역 (K.618, T.1612). 《대승오온론》. 한글대장경 검색시스템 - 전자불전연구소 / 동국역경원. K.618(17-637), T.1612(31-848). |title=에 외부 링크가 있음 (도움말)
- 안혜 지음, 지바하라 한역, 조환기 번역 (K.619, T.1613). 《대승광오온론》. 한글대장경 검색시스템 - 전자불전연구소 / 동국역경원. K.619(17-641), T.1613(31-850). |title=에 외부 링크가 있음 (도움말)
- 운허.  동국역경원 편집, 편집. 《불교 사전》. |title=에 외부 링크가 있음 (도움말)
- 호법 등 지음, 현장 한역, 김묘주 번역 (K.614, T.1585). 《성유식론》. 한글대장경 검색시스템 - 전자불전연구소 / 동국역경원. K.614(17-510), T.1585(31-1). |title=에 외부 링크가 있음 (도움말)
- 황욱 (1999). 《무착[Asaṅga]의 유식학설 연구》. 동국대학원 불교학과 박사학위논문.
- (중국어) 구나발타라(求那跋陀羅) 한역 (T.99). 《잡아함경(雜阿含經)》. 대정신수대장경. T2, No. 99, CBETA. |title=에 외부 링크가 있음 (도움말)
- (중국어) 星雲. 《佛光大辭典(불광대사전)》 3판. |title=에 외부 링크가 있음 (도움말)
- (중국어) 무착 조, 현장 한역 (T.1602). 《현양성교론(顯揚聖教論)》. 대정신수대장경. T31, No. 1602, CBETA. |title=에 외부 링크가 있음 (도움말)
- (중국어) 무착 조, 현장 한역 (T.1605). 《대승아비달마집론(大乘阿毘達磨集論)》. 대정신수대장경. T31, No. 1605, CBETA. |title=에 외부 링크가 있음 (도움말)
- (중국어) 세친 조, 현장 한역 (T.1558). 《아비달마구사론(阿毘達磨俱舍論)》. 대정신수대장경. T29, No. 1558, CBETA. |title=에 외부 링크가 있음 (도움말)
- (중국어) 세친 조, 현장 한역 (T.1612). 《대승오온론(大乘五蘊論)》. 대정신수대장경. T31, No. 1612, CBETA. |title=에 외부 링크가 있음 (도움말)
- (중국어) 세친 조, 현장 한역 (T.1614). 《대승백법명문론(大乘百法明門論)》. 대정신수대장경. T31, No. 1614, CBETA. |title=에 외부 링크가 있음 (도움말)
- (중국어) 안혜 조, 지바하라 한역 (T.1613). 《대승광오온론(大乘廣五蘊論)》. 대정신수대장경. T31, No. 1613, CBETA. |title=에 외부 링크가 있음 (도움말)
- (중국어) 안혜 조, 현장 한역 (T.1606). 《대승아비달마잡집론(大乘阿毘達磨雜集論)》. 대정신수대장경. T31, No. 1606, CBETA. |title=에 외부 링크가 있음 (도움말)
- (중국어) 호법 등 지음, 현장 한역 (T.1585). 《성유식론(成唯識論)》. 대정신수대장경. T31, No. 1585, CBETA. |title=에 외부 링크가 있음 (도움말)